# Ivica Račan
Ivica Račan (ur. 24 lutego 1944 w Ebersbach/Sa., zm. 29 kwietnia 2007 w Zagrzebiu) – chorwacki polityk i działacz partyjny, ostatni przewodniczący Związku Komunistów Chorwacji (SKH), założyciel i w latach 1990–2007 przewodniczący Socjaldemokratycznej Partii Chorwacji (SDP), od 2000 do 2003 premier Chorwacji.

## Życiorys
Urodził się w Niemczech, gdzie jego matka została wysłana do obozu pracy w czasie II wojny światowej. W 1970 ukończył studia prawnicze na Uniwersytecie w Zagrzebiu. W latach 1967–1972 pracował w instytucie zajmującym się administracją publiczną, później był etatowym działaczem partii komunistycznej. Był członkiem prezydium komitetu centralnego SKH, dyrektorem szkoły politycznej Związku Komunistów Jugosławii (SKJ), a od 1986 do 1989 członkiem prezydium komitetu centralnego SKJ. W grudniu 1989 stanął na czele Związku Komunistów Chorwacji.
W styczniu 1990 kierował chorwacką delegacją na kongresie SKJ, wszedł w konflikt ze Slobodanem Miloševiciem, na skutek czego jego delegacja wraz z delegacją słoweńską opuściły zjazd. W tym samym roku przekształcił SKH w Partię na rzecz Demokratycznych Zmian, a następnie w Socjaldemokratyczną Partię Chorwacji.
W 1990 został wybrany do Zgromadzenia Chorwackiego, reelekcję uzyskiwał w wyborach w 1992, 1995, 2000 i 2003.
W 1998 zawiązał koalicję SDP z Chorwacką Partią Socjalliberalną. Kierowany przez niego sojusz zwyciężył w wyborach w 2000, odsuwając od władzy po raz pierwszy od uzyskania niepodległości Chorwacką Wspólnotę Demokratyczną. Od 27 stycznia 2000 do 23 grudnia 2003 sprawował urząd premiera, stojąc na czele dwóch kolejnych gabinetów. W 2003 socjaldemokraci przegrali kolejne wybory, powracając w następstwie do opozycji.
11 kwietnia 2007 zrezygnował z kierowania SDP, zmarł kilkanaście dni później na skutek choroby nowotworowej.

## Odznaczenia
- Wielki Order Królowej Jeleny (2008, pośmiertnie)[6]